# Ainhoa Hernández
Ainhoa Hernández Serrador (n. Baracaldo, Vizcaya, 27 de abril de 1994) es una jugadora profesional de balonmano española. Actúa como pivote y juega para el CSM Craiova de la Liga Nationala de Rumanía.
Es internacional con la selección española y se proclamó con la misma medalla de plata en el Mundial de Japón 2019.

## Equipos
Nacida en Baracaldo, Vizcaya, Ainhoa Hernández es un producto de la cantera del Balonmano Zuazo. Debutó en División de Honor con el conjunto de Zuazo de Baracaldo en la primera jornada de la División de Honor 2012/13. Sus grandes dotes, hicieron que renovara contrato por dos campañas más. Desde ese momento se ha convertido en una de las fijas del conjunto vizcaíno, que poco a poco ha ido ganado peso en la competición nacional. Su explosión definitiva llegó en la temporada 2014/15, en la que se convirtió en una de las goleadoras de la Liga ABF, gracias a sus más de 120 goles, que situaron al Zuazo en el 5.º durante gran parte de la temporada. Todo esto, hizo que Ainhoa viajase varias veces con la selección española. Debido a sus grandes actuación, de cara a la campaña 2015/16 recibió ofertas de equipos del extranjero, aunque decidió renovar un año más con el club de sus amores, el BM Zuazo.
En 2021 se mudó al Rapid de Bucarest para ganar la liga en su primer año con el conjunto de la capital. En 2025 fichó por el CSM Craiova.

## Selección nacional
Ha sido internacional con la Selección femenina de balonmano de España en 117 ocasiones, marcando 173 tantos, hasta la fecha.
Fue llamada por primera vez por Jorge Dueñas, para disputar los Juegos del Mediterráneo de 2013 de Mersin, Turquía, en un equipo compuesto por jugadoras muy jóvenes, como en su caso. Acabaron el torneo en quinta posición.
A finales de 2014, fue convocada para disputar el Torneo Internacional de España en Fuengirola, de preparación para el Europeo de Hungría y Croacia. Ainhoa dispuso de minutos, aunque finalmente acabó siendo una de las descartadas por Dueñas, junto con la portera Cristina González, debido a su juventud e inexperiencia. No obstante, a lo largo de esa temporada, acudiría a diversas convocatorias.
En diciembre de 2015, de nuevo es convocada de cara a preparar el Campeonato Mundial de Balonmano Femenino de 2015 de Dinamarca. Esta vez al final del TIE, sí fue seleccionada entre las 16 jugadoras que viajaron a Dinamarca, pudiendo hacer su estreno en un Mundial a sus apenas 21 años. En la fase de grupos, comienzan ganando a Kazajistán, aunque luego pierden 28-26 ante la potente Rusia. Pese a esa derrota, se rehacen, y luego consiguen ganar cómodamente a Rumanía por 26-18 y golear a la débil Puerto Rico por 39-13. Finalmente, en el último partido de la liguilla de grupos caen ante Noruega por 26-29, acabando terceras de grupo y teniendo un complicado cruce en octavos de final ante Francia. Finalmente, en octavos fueron eliminadas por las francesas tras un penalti muy dudoso con el tiempo cumplido (22-21). No obstante, el arbitraje fue muy cuestionado por diversas exclusiones dudosas para las españolas, y por una roja directa también muy dudosa a Carmen Martín. Ante esta situación, las guerreras fueron eliminadas en octavos (al igual que el último Mundial), siendo duodécimas. En el aspecto individual, Ainhoa jugó todos los partidos y anotó 9 goles, siendo muy positivo y teniendo una buenísima actuación en su primer campeonato serio.  
Durante la final del Campeonato Mundial Femenino, contra Holanda, con el partido empatado 29 - 29 y a falta de 6 segundos para la finalización del tiempo regular, Ainhoa Hernández rompe la regla de los 30 segundos al impedir el saque de la meta holandesa, lo cual resultó en su expulsión y siete metros para Holanda, aunque fue una decisión con mucha polémica y que no queda del todo clara. El penal lo marca Lois Abbingh, dando como resultado la victoria holandesa 30 - 29.  
Su última participación con las Guerreras fue en la fase de clasificación al Europeo de 2022 ante Portugal.

### Participaciones en Campeonatos del Mundo
| Mundial                                          | Sede      | Resultado        | Partidos | Goles |
| ------------------------------------------------ | --------- | ---------------- | -------- | ----- |
| Campeonato Mundial de Balonmano Femenino de 2015 | Dinamarca | Duodécimo puesto | 6        | 9     |
| Campeonato Mundial de Balonmano Femenino de 2021 | España    | Cuarto puesto    |          |       |